# Comuna Lenin, Stînga Nistrului
Comuna Lenin este o comună din Unitățile Administrativ-Teritoriale din Stînga Nistrului, Republica Moldova. Este formată din satele Lenin (sat-reședință), Pervomaisc, Pobeda și Stanislavca.
Conform recensământului din anul 2004, populația localității era de 635 locuitori, dintre care 176 (27.71%) moldoveni (români), 413 (65.03%) ucraineni si 41 (6.45%) ruși.